# コープこうべ協同学苑
コープこうべ協同学苑（コープこうべきょうどうがくえん）は兵庫県三木市志染町青山にあるコープこうべの研修施設である。

## 概要
- コープこうべの生協組合員・その家族・役員が主に使用する生涯学習施設として、コープこうべの創立70周年を記念して1991年9月1日に開館した。開館以来、「開かれた学苑」として住民に無料で開放されている研修施設である。[1][2]

## 歴史
- 1991年9月1日 - コープこうべ協同学苑が開設される。[3][1][4] [5] [6]

## 施設

### 研修施設
| 施設名 | 画像 | 施設概要                                           |
| ------ | ---- | -------------------------------------------------- |
| 研修棟 |      |                                                    |
| 史料館 |      | ロッチデール先駆者協同組合記念館を基に建設された。 |
| 協同棟 |      |                                                    |
| 宿泊棟 |      | 日本各生活協同組合であれば宿泊は可能である。       |

### 運動施設
| 施設名           | 画像 | 施設概要 |
| ---------------- | ---- | -------- |
| 南グラウンド     |      |          |
| 北グラウンド     |      |          |
| 屋外テニスコート |      |          |
| 屋内テニスコート |      |          |

## 講座
100種類以上を超える講座がある。

## 祭事・催事
- きょうどう学苑祭[1]